# 長山浩子
長山浩子（ながやま ひろこ、1968年9月24日-2014年8月28日）は、元鹿児島放送（KKB）アナウンサー。

## 経歴
- 鹿児島県鹿児島市出身。
- 昭和女子大学短期大学部卒業後、1989年に帰郷しKKBにアナウンサーとして入社。同期アナウンサーに大平かつき、馬場雄二がいる。
- 2000年に退社後、再び上京。テレビ東京『健康の女神』や日本テレビ『おもいっきりテレビ』等でナレーションを務めた。
- 健康食品の季刊誌等でライターを務めていた。
- 平成24年9月12日南日本新聞おくやみ欄にて、葬儀告別式は9月1日に執り行われたとのこと。満45歳。

## KKB時代の担当番組
- かごしまシティーチャンネル
- あじゃのある店(あじゃ＝黒糖焼酎)